# Камберленд (графство, Новая Шотландия)
Камберленд — графство в канадской провинции Новая Шотландия. Графство является переписным районом и административной единицей провинции.

## География
Камберленд находится в северной части полуострова Новая Шотландия, связанной с материком перешейком Чигнекто и граничит на северо-западе с провинцией Нью-Брансуик. Западное побережье омывается водами залива Чигнекто, отделяющего полуостров от материка, на севере расположен пролив Нортамберленд, отделяющий полуостров от Острова Принца Эдуарда, а на юге — Минас-Бейзин. На востоке графство граничит с графством Колчестер.
На западе графства на мысу Кейп-Чигнекто расположен одноимённый провинциальный парк.
По территории графства проходит автодорога провинциального значения хайвей 104, а также ряд дорог, управляемых графством, основными из которых являются магистрали 2, 4 и 6 и коллекторы 204, 209, 242, 246, 301, 302, 321, 366 и 368.

## История
Камберленд — одно из первых пяти графств, образованных в Новой Шотландии 17 августа 1759 года по указу губернатора. 18 июня 1755 года генерал-лейтенант Роберт Монктон завоевал форт Fort Beausejour, который назвал впоследствии в честь Вильяма Августа, герцога Кумберлендского, третьего сына короля Великобритании Георга II. На языке индейцев племени микмак, проживающих в данной местности, территория носила название «Kwesomalegek», что означает «hardwood point».
В 1840 году населённый пункт Парсборо, стоящий на границе, был разделён между графствами Камберленд и Колчестер. Это разделение, как и вся граница между графствами, уточнялось в 1880, 1897 и 1946 годах. Финальное определение границы было дано только в январе 1959 года.

## Население
Для нужд статистической службы Канады графство разделено на один город, одну индейскую резервацию и три неорганизованные области.
| Название   | Оригинальное название | Статус                   | Площадь  | Население |
| ---------- | --------------------- | ------------------------ | -------- | --------- |
| Амхерст    | Amherst               | Город                    | 12,02    | 9 505     |
| Оксфорд    | Oxford                | Город                    | 10,76    | 1 178     |
| Парсборо   | Parrsboro             | Город                    | 14,88    | 1 401     |
| Спрингхилл | Springhill            | Город                    | 11,15    | 3 941     |
| Округ A    | Cumberland, Subd. A   | Неорганизованная область | 1 114,99 | 2 261     |
| Округ B    | Cumberland, Subd. B   | Неорганизованная область | 1 157,03 | 3 781     |
| Округ C    | Cumberland, Subd. C   | Неорганизованная область | 896,42   | 5 525     |
| Округ D    | Cumberland, Subd. D   | Неорганизованная область | 1 053,88 | 4 454     |